# Hero Squared
Hero Squared - Eroe al quadrato (Hero Squared) è un fumetto statunitense pubblicato dalla Boom!Studios. Sarebbe dovuta essere in origine una serie limitata, ma è poi diventata una "ongoing". Gli autori dei testi sono Keith Giffen e J.M. DeMatteis ed è illustrata da Joe Abraham. La serie parla del supereroe Captain Valor e della sua capacità (o incapacità) di adattarsi ad una nuova vita in un universo parallelo (la nostra dimensione) accanto a Milo, la versione terrestre di sé, e accanto a Stephie, fidanzata di Milo e versione terrestre dell'arci-nemica di Valor - Caliginous.

## Edizioni italiana
La serie è tradotta dalla Italycomics e compare sotto forma di albetti, volumi, e nell'antologico Boom! Magazine.